# لخضر عروش
لخضر عروش مواليد 20 نوفمبر 1960 بالجزائر العاصمة)، هو لاعب ومدرب كرة اليد جزائري، خريج المعهد الوطني العالي لتكنولوجيا الرياضة تخصص كرة اليد.
بدأ مشواره الرياضي سنة 1974 في فئة الأصاغر(U15) مع نادي الأروقة الجزائرية NIAD تحت قيادة المدرب سي قدور رابح ثم تدرج إلى فآت الناشئين (نادي صلب الحديد بالعاصمة ORFA) ثم الشباب (نادي بنك الجزائر BNA تحت قيادة عبد الوهاب بوكروشة و حرمه اللاعبة الدولية السابقة فلة بوكروشة ثم نادي مولودية نفط الجزائر MPA تحت قيادة المدربين مجيد بنقلة ومجيد مكاوي وأخيرا الفريق الأول مع الجمعية الرياضية لبلدية القصبة واد قريش بقيادة المدرب سيد أحمد أزباش ثم نادي الاتحاد الرياضي لبلدية القصبة مع نفس المدرب.
بدأ مشواره التدريبي في سن العشرين (1980) بالموازاة مع اللعب في الفريق الأول لنادي القصبة، ثم تدرج في عالم التدريب إلى أن استلم قيادة عدة منتخبات شبانية وفرق من الدرجة الأولى في الجزائر وفي دول خليجية مختلفة.

## الاندية والمنتخبات اللتي دربها
- 1982-1980: مدرب فئات سنية ولاعب بالفريق الأول لنادي القصبة وادي قريش بالجزائر ASCCOK
- 1985-1984: مدرب فريق الناشئين ولاعب بالفريق الأول لنادي الأبيار IRBEB
- 1988-1985: مدرب ولاعب الفريق الأول ومدرب فريق الشباب لنادي بلدية القصبة  بالجزائر  IRBC
- 1989-1988: مدرب فريق الناشئين لنادي التسويق بالجزائر NADIT.
- 1992-1989: مدير فني ومدرب الفريق الأول لنادي نجم البرواقية ESB.
- 1993-1992: مدير فني ومدرب الفريق الأول لنادي عين البنيان WBAB.
- 1995-1993: مدير فني ومدرب الفريق الأول لنادي نجم البرواقية ESB.
- 1997-1995:مدرب الفريق الأول نادي الروضة السعودي AL RAWDHA CLUB/KSA.
- 1997-2000: مدرب الفريق الأول نادي الهلال البحريني(الوحدة سابقا)AL HILAL CLUB/BAHRAIN.
- 2001-2000: مدرب الفريق الأول نادي القادسية الكويتي AL QADISSYA CLUB/KUWAIT.
- 2003-2001: مدرب الفريق الأول نادي النجمة البحريني(الهلال سابقا) AL NEJMA CLUB/BAHRAIN.[2]
- 2004-2003 : مدرب الفريق الأول لنادي الجزيرة الإماراتي AL JAZEERA CLUB/UAE
- 2007-2004: مدرب الفريق الأول لنادي تقرت الجزائري NRBT.
- 2008-2007: مدرب الفريق الأول لنادي الأهلي البحرينيAL AHLY CLUB/BAHRAIN.[3][4]
- 2009-2008: مدرب المنتخب القطري للأشبال QATAR U17
- 2010-2009: مدرب المنتخب القطري للناشئين مواليد 92-93 QATAR U18
- 2011-2010: مدرب المنتخب القطري للناشئين مواليد 92-93 QATAR U19
- 2012-2011: مدرب المنتخب القطري للناشئين مواليد 94-95 QATAR U18
- 2013-2012: مدرب المنتخب القطري للناشئين مواليد 94-95 QATAR U19
- 2014-2013: مدرب الفريق الأول لنادي السد القطري AL SADD CLUB/QATAR .[5]
- 2015-2014: مدرب الفريق الأول لنادي تقرت الجزائري NRBT.
- 2016-2015: مدرب الفريق الأول لنادي وفاق عين التوتة ESAT
- 2017-2016: مدرب الفريق الأول لنادي الشباب الرياضي لبرج بوعريريج
- 2018-2017: مدرب الفريق الأول لنادي اتحاد شباب ورقلة ICO
- 2019-2018: مدرب الفريق الأول لنادي وفاق عين التوتة ESAT.
- 2020-2019: مدرب نادي النصر الكويتي.[6]
- 2023-2022: مدرب  نادي مولودية الجزائر
- 2024-2023: مدرب  نادي امل سكيكدة الجزائري
- 2025: مدرب المنتخب الجزاري اقل من 21 سنة

## انجازاته

### مع المنتخب الجزائري اقل من 21 سنة
- المركز الثاني في بطولة افريقيا لكرة اليد في مصر 1990 (مساعد للمدرب الأول فيلالي كردلواد)
- المركز الثاني في بطولة افريقيا لكرة اليد (تونس) 1992
- المركز 13 في بطولة العالم لكرة اليد (مصر) 1993

### مع المنتخب الجزائري اقل من 19 سنة
- بطل بطولة المغرب العربي الأولى بمدينة بومرداس/الجزائر في 1989 (مساعد للمدرب الأول خالد زروق )

### مع المنتخب الجزائري اقل من 17 سنة
- المركز الخامس في بطولة البحر الابيض المتوسط لكرة اليد (مصر) 2019
- المركز الثالث في البطولة المغاربية لكرة اليد (تونس) 2019

### مع المنتخب قطر اقل من 19 سنة
- بطل بطولة اسيا لكرة اليد (الإمارات) 2010
- بطل بطولة اسيا لكرة اليد (البحرين) 2012
- المركز 15 في بطولة العالم لكرة اليد (الأرجنتين) 2011
- المركز السادس في بطولة البحر المتوسط أقل من 18 سنة في 2010 في مدينة BAR-MONTENEGRO مع منتخب قطر (مشاركة بدعوة من المنظم )
- المركز الثامن في بطولة البحر المتوسط أقل من 18 سنة في 2012 في مدينة LAGOA-PORTUGAL مع منتخب قطر (مشاركة بدعوة من المنظم )

### مع الاندية
نادي الهلال البحريني
- بطل الدوري البحريني لكرة اليد (1): 2000
  - الثاني : 1998، 1999
- بطل كاس البحرين لكرة اليد (2): 1998 ، 2000
  - المركز الثاني : 1999
- بطل بطولة الأندية الخليجية أبطال الكأس لكرة اليد : (قطر) 1998
  - المركز الثاني : (الكويت) 1999
- المركز الثالث بطولة أسيا للأندية لكرة اليد : (اصفهان) 2000

نادي النجمة البحريني
- بطل كاس البحرين لكرة اليد (2): 2002 ، 2003
- الدوري البحريني لكرة اليد : المركز الثاني : 2002 ، المركز الثالث : 2003
- المركز الثالث بطولة الأندية الخليجية أبطال الكأس لكرة اليد : (عمان) 2003
- المركز الثالث بطولة أسيا للأندية لكرة اليد : (اصفهان) 2002
  - المركز الخامس بطولة أسيا للأندية لكرة اليد : (دبي) 2003

نادي الاهلي البحريني
- المركز الثالث بطولة الأندية الخليجية أبطال الكأس لكرة اليد : (السعودية) 2008

نادي السد القطري
- بطل بطولة الأندية الخليجية أبطال الكأس لكرة اليد : (السعودية) 2014
- المركز السابع بطولة العالم للاندية لكرة اليد (سوبر غلوب) 2013

نادي عين توتة
- نهائي كاس السوبر الجزائري لكرة اليد 2018

نادي امل سكيكدة الجزائري
- نهائي كاس الجزائر 2024